# درون‌یابی

درون‌یابی یک مجموعه محدود از نقاط روی یک برون‌چرخه‌زاد. نقاط قرمز با تکه‌بند درون‌یابی شده آبی که فقط از نقاط قرمز استنتاج شده‌اند، به هم متصل شده‌اند. منحنی‌های درون‌یابی شده فرمول‌های چند جمله‌ای بسیار ساده‌تری نسبت به منحنی برون‌چرخه‌زاد اصلی دارند.

درون‌یابی (به انگلیسی: Interpolation) در ریاضیات به معنای یافتن مقادیر یک تابع در نقاطی است که داده‌ای برای آنها نداریم، اما داده‌هایی از نقاط اطراف آنها در اختیار داریم. به عبارت دیگر، با استفاده از داده‌های موجود، می‌خواهیم تابعی را تخمین بزنیم که بتواند مقادیر نقاط نامعلوم را پیش‌بینی کند.
درون‌یابی یک ابزار قدرتمند در ریاضیات و علوم مهندسی است که به ما کمک می‌کند تا اطلاعات بیشتری از داده‌های موجود به دست آوریم.
برای روشن‌تر شدن موضوع، به این مثال توجه کنید: فرض کنید می‌خواهیم نموداری از تغییرات دمای هوا در طول یک روز رسم کنیم، اما فقط دمای هوا در ساعات مشخصی (مثلاً ۶ صبح، ۱۲ ظهر و ۶ عصر) را در اختیار داریم. در این حالت، می‌توانیم با استفاده از درون‌یابی، دمای هوا در سایر ساعات روز را تخمین بزنیم و نمودار کامل‌تری رسم کنیم.
روش‌های مختلفی برای درون‌یابی وجود دارد که هر کدام با توجه به نوع داده‌ها و دقت مورد نیاز، قابل استفاده هستند.
مثال
روش‌های مختلفی برای درون‌یابی وجود دارد، از جمله:
- درون‌یابی خطی: ساده‌ترین روش که در آن بین هر دو نقطه یک خط راست در نظر گرفته می‌شود.
- درون‌یابی چندجمله‌ای: در این روش یک چندجمله‌ای پیدا می‌کنیم که از تمام نقاط داده شده عبور کند.
- درون‌یابی تکه‌بندی (اسپلاین): در این روش از توابع مختلف برای بخش‌های مختلف منحنی استفاده می‌شود.

کاربردهای درون‌یابی:
- در گرافیک رایانه‌ای: برای ایجاد تصاویر و پویانمایی‌های صاف و پیوسته.
- در پردازش سیگنال: برای بازسازی سیگنال‌های صوتی و تصویری.
- در تحلیل داده: برای پیش‌بینی مقادیر آینده بر اساس داده‌های گذشته.
- در مهندسی: برای مدل‌سازی پدیده‌های فیزیکی.

## کلیات
در حوزه ریاضیات آنالیز عددی، درون‌یابی نوعی برآورد است، روشی برای ساخت (یافتن) واحد مشاهده جدید بر اساس محدوده یک نقطه تنها از نقاط داده شناخته شده.
در مهندسی و علم، اغلب تعدادی نقطه داده وجود دارد که از طریق نمونه‌گیری آماری یا آزمایش به دست می‌آیند و نشان دهنده مقادیر یک تابع برای تعداد محدودی از مقادیر متغیرهای وابسته و مستقل هستند. اغلب لازم است درون‌یابی انجام شود؛ یعنی مقدار آن تابع را برای یک مقدار میانی متغیر مستقل تخمین بزنیم.
یک مسئله نزدیک به این، تقریب یک تابع پیچیده توسط یک تابع ساده است. فرض کنید فرمول یک تابع داده شده شناخته شده است، اما برای ارزیابی کارآمد بسیار پیچیده است. چند نقطه داده از تابع اصلی را می‌توان برای تولید یک تابع ساده‌تر که هنوز هم کاملاً به تابع اصلی نزدیک است، درون‌یابی کرد. سود حاصل از سادگی ممکن است بیشتر از ضرر ناشی از خطای درون‌یابی باشد و عملکرد بهتری در فرایند محاسبه ارائه دهد.

## مثال
این جدول برخی از مقادیر یک تابع ناشناخته {\displaystyle f(x)} را نشان می‌دهد.
|  | {\displaystyle x} |  | {\displaystyle f(x)} | {\displaystyle f(x)} | {\displaystyle f(x)} |
|  | ۰                 |  | 0                    |                      |                      |
|  | ۱                 |  | 0                    | .                    | ۸۴۱۵                 |
|  | ۲                 |  | 0                    | .                    | ۹۰۹۳                 |
|  | ۳                 |  | 0                    | .                    | ۱۴۱۱                 |
|  | ۴                 |  | −۰                   | .                    | ۷۵۶۸                 |
|  | ۵                 |  | −۰                   | .                    | ۹۵۸۹                 |
|  | ۶                 |  | −۰                   | .                    | ۲۷۹۴                 |

نمودار نقاط داده شده در جدول

درون‌یابی وسیله‌ای برای تخمین تابع در نقاط میانی، مانند {\displaystyle x=2.5} فراهم می‌کند.
ما برخی از الگوریتم‌های درون‌یابی را شرح می‌دهیم که در ویژگی‌هایی مانند دقت، هزینه، تعداد نقاط داده مورد نیاز و همواری (ریاضیات) تابع درون‌یابی حاصل متفاوت هستند.

### درون‌یابی قطعه‌ای ثابت

درون‌یابی قطعه‌ای ثابت، یا درونیابی نزدیکترین همسایه

ساده‌ترین روش درون‌یابی این است که نزدیکترین مقدار داده را پیدا کرده و همان مقدار را اختصاص دهیم. در مسائل ساده، بعید است که از این روش استفاده شود، زیرا درون‌یابی خطسانی (به زیر مراجعه کنید) تقریباً به همان اندازه آسان است، اما در درونیابی چند متغیره با ابعاد بالاتر، این می‌تواند به دلیل سرعت و سادگی، انتخاب مناسبی باشد.